# Sega Bodega
Salvador Navarrete, né le 16 février 1992 à Galway en Irlande, plus connu sous le nom de Sega Bodega, est un producteur de musique irlando-écossais, chanteur pop, auteur-compositeur, DJ et cofondateur du label et collectif Nuxxe. Il est également associé à la scène musicale hyperpop. Sega Bodega sort plusieurs EP avant de sortir son premier album, Salvador, en 2020, et son deuxième album, Romeo, en 2021.

## Jeunesse et formation
Salvador Navearrete est né le 16 février 1992 à Galway en Irlande d'un père chilien et d'une mère irlandaise. Il vit en Irlande jusqu'à ses 10 ans, âge auquel il part vivre à Glasgow en Écosse . Il joue dans différents groupes de musiques avant de savoir utiliser les logiciels spécialisés de production musicale (DAW). En 2008, il formule le souhait de devenir producteur. Bien qu'ayant étudié brièvement au Royal Conservatoire of Scotland, Navarrete apprend surtout l'art de la production musicale en autodidacte, grâce à des tutoriels trouvés en ligne.
A ses débuts, au début des années 2010, Navarrete crée sous le surnom  Peace. Il change ce surnom dès qu'un groupe de rock indépendant anglais du même nom se fait connaître. Il choisit le surnom Sega Bodega en 2012.

## Carrière

### 2012-2015: Ses débuts
Sega Bodega commence à se faire connaître grâce à plusieurs remixes et à des prestations de DJ, notamment en tant que première partie de Lil B à Glasgow et qu'artiste programmé au London Field Day festival en 2012. En février 2013, Sega Bodega sort son premier EP Song Dynasty, qui est le regroupement de plusieurs morceaux enregistrés depuis 2010 et retravaillés grâce aux nouvelles techniques de production musicale qu'il apprend jour après jour. L'EP sort sous le label londonien Week of Wonders. Par la suite, il sort en mai 2013 un deuxième EP, appelé 34, sous le même label. En mai 2014, Sega Bodega performe au Radio 1's Big Weekend. Il y joue notamment ses single Stay Nervous et Maryland, qui fait d'ailleurs partie de son EP sorti en 2018, self*care. Il déménage à Londres en 2014.
Après une pause de plus d'un an sans sortie musicale, Sega Bodega fait son retour en octobre 2015 avec la sortie du premier volet de sa série de projets intitulés "SS", contenant des versions réimaginées et « alternatives » de musiques de films cultes tels qu'Orange mécanique, Eraserhead, Akira ou encore Boyz n the Hood . Ce projet sort en indépendant. Il est suivi de près par la sortie de l'EP Sportswear, sous le label Activia Benz.

### 2016-2018: Nuxxe,Ess B, nouvelles collaborations etself*care
En juin 2016, la rappeuse londonienne Shygirl sort son premier single, Want More, produit par Sega Bodega. Cette sortie marque le début du collectif et label Nuxxe, cofondé par Sega Bodega, Shygirl et la productirce et chanteuse française Coucou Chloé. Nuxxe nait du désir de faire de la musique et de l'art sans pression, avec plaisir et liberté, loin des carcans des labels établis, et de présenter des nouvelles sonorités au monde. Le single de Shygirl est inclus plus tard, en 2019, dans une publicité pour Fenty Beauty. La sortie de Want More est suivie par celle de SPIT INTENT en octobre 2016 par Sega Bodega et Coucou Chloé, réunis sous le nom Y1640.

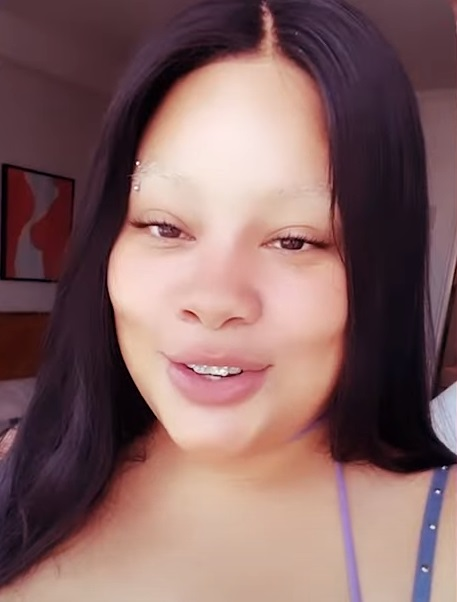
La rappeuse Shygirl, avec laquelle Sega Bodega collabore régulièrement

En février 2017, Sega Bodega sort son single CC, en featuring avec Shygirl. Le morceau est single principal de Ess B, son nouvel EP, qui sort plus tard dans le même mois via le label Crazylegs. En juillet, il sort le double-single Nivea, aussi via Crazylegs. Son label Nuxxe voit sortir en mars un nouveau single de la collaboration Y1640, WEEP, puis un double-single de Shygirl en mai, appelé MSRYNVR ainsi qu'en septembre l'EP Erika Jane de Coucou Chloé, sur lequel participe Sega Bodega. En octobre, Sega Bodega sort le deuxième volume de ses projets SS, toujours inspirés par le cinéma, et notamment par Requiem for a Dream (dont le morceau inspiré inclut la voix de Shygirl) ou Alien,.
En mars 2018, la chanteuse et productrice française Oklou sort son premier EP, The Rite of May, sous le label Nuxxe. Sega Bodega a d'ailleurs contribué à la production du dernier morceau de l'EP, Friendless, dont il sort une version piano du morceau plus tard dans l'année.
En mai 2018, Shygirl sort son premier EP via Nuxxe, Cruel Practice, avec Sega Bodega en collaboration sur la production de tous les morceaux. L'EP marque l'attention de plusieurs revues cotées, telles que Pitchfork ou Tiny Mixtapes.
En octobre 2018, Sega Bodega sort son nouvel EP, self*care. C'est son premier EP qui sort entièrement sous Nuxxe. Pour le projet, Sega Bodega invite 6 réalisateurs (Brooke Candy, Bryan M. Ferguson, Jade Jackman, Tash Tung, Jasper Jarvis and BEA1991) pour créer leurs propres interprétation de self*care. L'EP marque une nouvelle direction artistique pour Sega Bodega, qui commence a utiliser sa propre voix de manière plus ostentatoire que sur ses précédents projets. Le visuel de l'album est créé par l'artiste Hannah Diamond du label d'A. G. Cook, PC Music.

### 2019-aujourd'hui:SalvadoretRomeo
En janvier 2019, Sega Bodega sort sans l'annoncer le single Mimi et joue en tête d'affiche au London's Hoxton Hall en février.
Tout au long de 2019, Sega Bodega réalise de nombreuses collaborations, que ce soit avec de nouveaux artistes indépendants tels que Cosima, Col3trane, Nadia Tehran ou MISOGI, ou avec des artistes dont il est déjà proche comme Oklou ou Shygirl,. Nuxxe sort aussi le nouvel EP de Coucou Chloé en mai 2019, Naughty Dog.
L'année 2019 est également marquée par la signature de la nouvelle artiste la plus en vue de Nuxxe, Brooke Candy qui sort son premier album SEXORCISM en octobre. L'album inclut de nombreuses collaboration dont, entre autres, Charli XCX, Iggy Azalea, ou encore Rico Nasty. Candy a été confrontée a de nombreux blocages avant de pouvoir sortir ce premier album, qu'elle prévoyait de faire depuis 2014. C'est en discutant d'un projet commun avec Sega Bodega pour le LoomFest de mai 2019 à Barcelone que Candy pris connaissance du label Nuxxe et qu'elle se décide sur la sortie de son album. Sega Bodega coproduit lui-même un morceau de l'album : le single Drip, en featuring avec la chanteuse et actrice américaine Erika Jayne.
En novembre 2019, Sega Bodega sort le single U Suck, qui devient plus tard single principal de son premier album Salvador. Il joue ensuite décembre tête d'affiche à la St Pancras Old Church de Londres avec un quartet de cordes pour promouvoir le single et les premières musiques de son album. Le morceau est accompagné d'un clip vidéo réalisé par un collaborateur fréquent de Sega Bodega, Bryan M. Ferguson.
Au début de janvier 2020, Sega Bodega annonce enfin la sortie de son premier album, Salvador, prévue pour le 14 février. Le jour de l'annonce, il sort le single Salv Goes to Hollywood, un mélange intense et nouveau de voix, de music de club destructurée et de puissantes basses.
Salvador sort en février et reçoit des critiques positives dans des revues telles que Paste Magazine, Resident Advisor ou Pitchfork.
En mai 2020, Sega Bodega sort sur Bandcamp un EP composé uniquement de covers, intitulé Reestablishing Connection. Tous les profits issus de ce projjet sont reversé au AIM COVID-19 Crisis Fund, en soutien aux travailleurs freelances du secteur musical. Cet EP inclut notamment les reprises de Teardrop de Massive Attack, Cool de Gwen Stefani ou encore Sometimes de Britney Spears. De nombreux artistes tels que Dorian Electra, Oklou, Låpsley ou Lafawndah sont en collaboration sur le projet de Sega Bodega,.
La collaboration avec Oklou s'intensifie grâce à la sortie en septembre de sa première mixtape, Galore, dont Sega Bodega coproduit deux morceaux. De même, Shygirl, sort un nouvel EP, ALIAS en novembre, dont Sega Bodega est coproducteur exécutif. Il contribue aussi fortement au premier morceau du rappeur américain Zebra Katz, LESS IS MOOR qui sort en mars et il apparaît dans le projet de Dorian Electra sorti en octobre, My Agenda.
En novembre 2020, Sega Bodega sort un single en collaboration avec la musicienne anglaise Låpsley, intitulé Make U Stay. Le morceau est accompagné d'un clip vidéo une nouvelle fois réalisé par Bryan M. Ferguson,.
Au cours d'une FAQ qu'il réalise en mai 2021, Sega Bodega révèle avoir collaboré avec un tas  d'artistes inédits, dont Caroline Polachek, Arca, FKA Twigs, Charlotte Gainsbourg, Slowthai ou encore Christine and the Queens. Le même mois, il annonce la réédition vinyle de son album Salvador, qui inclut un morceau bonus appelé Heaben Fell (Reprise), contenant des vocalises de Polachek. Il clot le projet artistique autour de son album Salvador par une performance audiovisuelle diffusée comme un concert, via une vente de tickets.

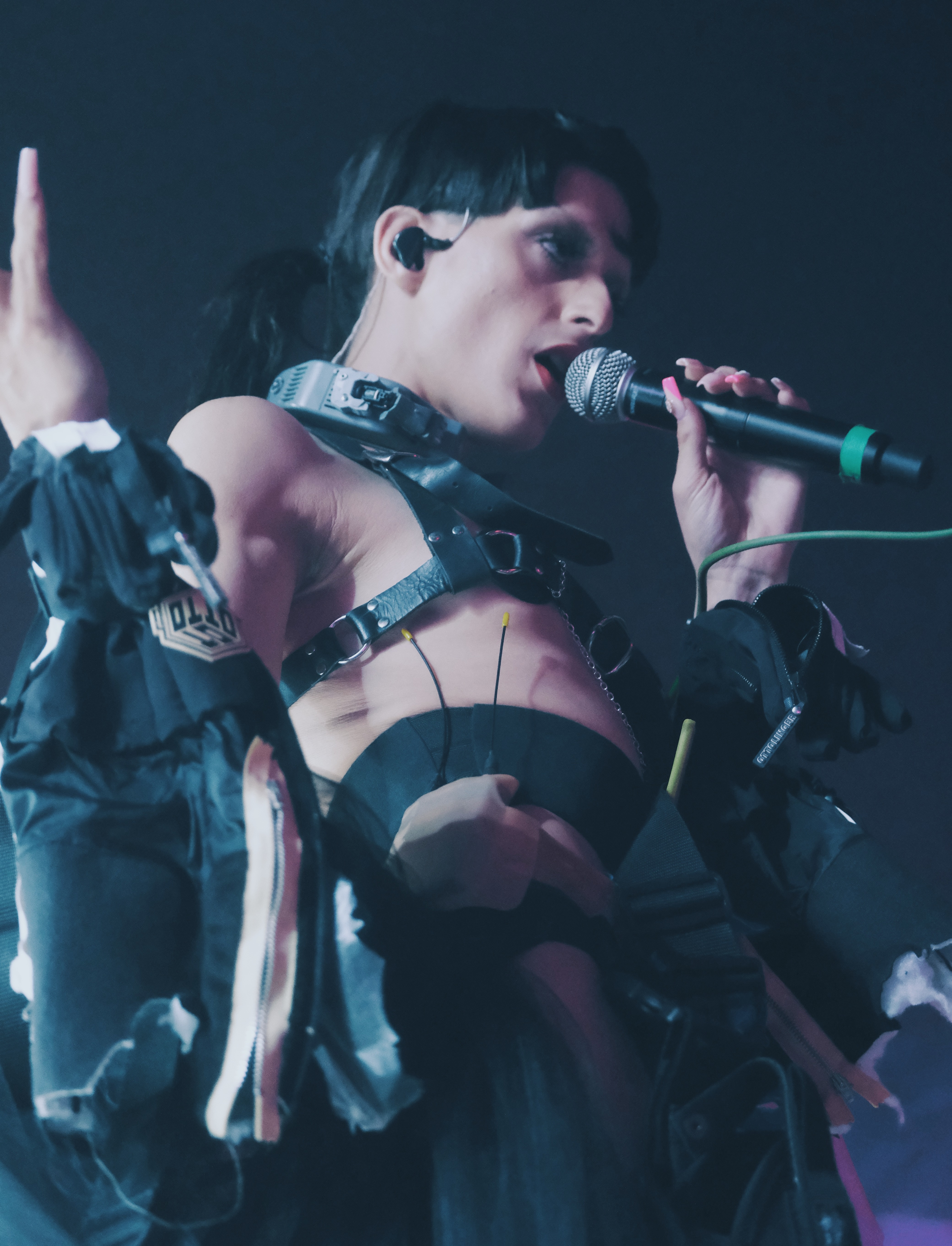
Sur son album Romeo sorti en 2021, Sega Bodega collabore avec l'artiste vénézuelienne Arca

Sega Bodega sort un nouveau single  le 8 septembre 2021, intitulé Only Seeing God When I Come, qui indique le début d'une nouvelle ère de sa carrière. Dans la foulée, il sort un second single, Angel On My Shoulder et annonce son deuxième album studio, Romeo, qui sort le 12 novembre 2021 et inclut Charlotte Gainsbourg et Arca en featuring. Dans cet album Sega Bodega relie directement expériences personnelles (idéaux, souvenirs, goûts) et artistiques.

## Vie personnelle
Sega Bodega parle ouvertement de sa relation à l'alcool, indiquant qu'il éloigne ses anxiété en buvant. D'après lui, arrêter de boire a été la tâche la plus dure de sa vie. Il a fait une cure désintoxication.
L'artiste est également transparent sur sa santé mentale. En novembre 2020, il publie dans i-D un guide sur le sujet, qui coïncide avec la sortie de son EP self*care.

## Discographie

### Albums
| Titre    | Détails                                                                                            |
| -------- | -------------------------------------------------------------------------------------------------- |
| Salvador | - Sortie : 14 février 2020 - Label : Nuxxe - Formats : LP, téléchargement numérique, streaming     |
| Romeo    | - Sortie : 12 novembre 2021 - Label : Nuxxe - Formats : LP, téléchargement numérique, streaming    |
| Dennis   | - Sortie : 26 avril 2024 - Label : Supernature - Formats : LP, téléchargement numérique, streaming |